# Río Chucunaque
El Chucunaque es un río que está localizado al extremo este de Panamá, específicamente en la provincia de Darién, en la comarca de Wargandí y en la comarca Emberá-Wounaan. Es el río más grande del país (231 km), y es el principal afluente del río Tuira, segundo mayor del país. Los ríos Tuira, Chucunaque y Balsas conforman una cuenca hidrográfica de 10.664,42 km², que es la mayor del país.
Nace cerca del Cerro Grande, en la Serranía del Darién, entre la frontera de las comarcas indígenas de Guna Yala y Wargandí. Fluye en dirección sureste hasta la localidad de Uala, cabecera de la comarca Wargandí; prosigue en dirección sureste recibiendo diversos afluentes (Artigartí, Mortí, Chiatí, Membrillo, Metetí, Ucurgantí, Marragantí, Turquesa y Chico). Al llegar a la localidad de Yaviza, el río cambia al suroeste y llega hasta la localidad de El Real de Santa María, capital del distrito de Pinogana, en donde se une con el río Tuira.
Este río posee su importancia porque constituye un medio de comunicación importante en la provincia del Darién y de la Comarca Emberá-Wounaan, ya que los diversos afluentes conectan las principales localidades ribereñas.